# Karl Dombois
Karl Valentin Christian Dombois (* 5. Oktober 1801 in Idstein; † 4. Dezember 1864 in Braubach im Rhein-Lahn-Kreis) war Herzoglich-nassauischer Landoberschultheiß und Mitglied der Zweiten Kammer der Landstände des Herzogtums Nassau.

## Leben
Karl Dombois wurde als Sohn des Hofrentmeisters Gottfried Friedrich Dombois und dessen Ehefrau Susanna Margaretha Heß geboren. Er war Landoberschultheiß und in dieser Funktion Vorsteher des Ortes, vergleichbar mit den heutigen Bürgermeistern.
1852 erhielt er ein Mandat für die Zweite Kammer der Landstände des Herzogtums Nassau. Er wurde für den Wahlkreis XIV Braubach/Nastätten in das Parlament gewählt und legte sein Mandat 1854 nieder. Sein Nachfolger im Amt war Carl Cramer.